# Dryadodaphne celastroides
Dryadodaphne celastroides är en tvåhjärtbladig växtart som beskrevs av Spencer Le Marchant Moore. Dryadodaphne celastroides ingår i släktet Dryadodaphne och familjen Atherospermataceae. Inga underarter finns listade i Catalogue of Life.